# Suzuki GT 380
Die Suzuki GT 380 ist ein Motorrad des japanischen Herstellers Suzuki.
Die Suzuki GT 380 wurde als Motorrad mit luftgekühltem 3-Zylinder-Zweitaktmotor in den Jahren 1972 bis 1978 gebaut und war als Tourensportler ausgelegt. 

## Motor
Die GT 380 wird von einem luftgekühlten, schlitzgesteuerten Dreizylinder-Zweitakt-Motor angetrieben. Drei Zylinder sorgen für einen vibrationsarmen Lauf. Das 371 cm³ messende Triebwerk leistet 34 PS (25 kW) bei einer Maximaldrehzahl von 7.500/min. Wegen der ab 1977 in Deutschland neu geregelten Versicherungsklassen wurde die Leistung ab 1977 auf 27 PS (20 kW) bei 6.500/min reduziert. Das Drehmoment lag bei 38,5 Nm bei 7.000 (gedrosselt 29,4 Nm bei 6.000) in der Minute.
Gespeist wurde der Motor von drei Mikuni-Vergasern mit 24 Millimeter Durchlass. Die CCI-Getrenntschmierung durch eine Ölpumpe versorgt die Kurbelwellenlager und Zylinderlaufflächen mit Zweitaktöl. Die Ölfördermenge erfolgte dabei nach Motordrehzahl und Stellung des Gasgriffes.
Schrägverzahnte Primärräder übertragen die Motorleistung an ein klauengeschaltetes 6-Ganggetriebe. Die Kupplung ist eine Sechsscheiben-Ölbad-Kupplung. Der Motor wird mit einem Kickstarter gestartet.
Der Motor beschleunigte die 187 Kilogramm (Trockengewicht: 171 kg) schwere GT 380 auf bis zu 160 km/h bei liegendem Fahrer.
Der Kraftstoffverbrauch liegt bei 6–7 Liter auf 100 Kilometer. Verbrauch und Abgaswerte sind bei Zweitaktern bauartbedingt grundsätzlich höher als bei Viertaktmotoren.
Eine Besonderheit der GT 380 sowie deren Schwestermodelle aus der GT-Serie war das RAM-Air System, das aus einem zusätzlichen Kühlkörper über dem Zylinderkopf bestand. Der Luftstrom wurde unter dem RAM-Air durch die konische Form zusätzlich beschleunigt, was zu höherer Kühlleistung und weniger Luftwirbel führte. Die Kühlung war sehr wirksam und erlaubte eine höhere Leistungsausbeute des Serienmotors.

## Fahrwerk
Der Doppelschleifenrahmen aus Stahlrohr hatte zusätzlichen Versteifungen am Steuerkopf. Führung und Federung des Vorderrades übernahm eine hydraulisch gedämpfte Telegabel mit 100 Millimeter Federweg. Das erste Baujahr hatte eine Doppel-Duplexbremse, die 1973 durch eine 290 mm große Scheibenbremse ersetzt wurde. Hinten ist eine Doppelschwinge eingebaut. Trotz Fünffachverstellung und 60 Millimeter Federweg geriet die Hinterradfederung zu hart.

## Kritikpunkte und Tipps
Die GT 380 verkaufte sich von 1972 bis 1977 mehr als 85.000 mal weltweit. Classic Data gibt den Wert für diesen Motorrad-Oldtimer zwischen 500 und 3.200 Euro an. (Stand 2019) Schwachpunkte sind die Drei-in-Vier-Auspuffanlage. Die Schweißnähte an den Blechen rissen. Die anfänglichen Verbindungsrohre zwischen den Krümmern waren nicht immer dicht. Störanfällig war auch die Lichtmaschine. Hier sind die beiden letzten Modelljahre (A, B) zuverlässiger.

## Typenbezeichnungen
- Bj. 1972: GT 380 J, 38 PS bei 7500 min−1, 37 Nm bei 6500 min−1
- Bj. 1973: GT 380 K, 38 PS bei 7500 min−1, 37 Nm bei 6000 min−1
- Bj. 1974: GT 380 L, 38 PS bei 7500 min−1, 37 Nm bei 6000 min−1
- Bj. 1975: GT 380 M, 38 PS bei 7500 min−1, 37 Nm bei 6000 min−1
- Bj. 1976: GT 380 A, 38 PS bei 7500 min−1, 37 Nm bei 6500 min−1
- Bj. 1977: GT 380 B, 38 PS bei 7500 min−1, 37 Nm bei 6500 min−1
- Bj. 1978: GT 380 C, 38 PS bei 7500 min−1, 37 Nm bei 6500 min−1[2]